# Шварцкопф, Элизабет
Ольга Мария Эли́забет Фредерика Шва́рцкопф (нем. Olga Maria Elisabeth Frederike Schwarzkopf; 9 декабря 1915, Ярочин, Германия, ныне Яроцин, Польша — 3 августа 2006, Шрунс, Австрия) — немецкая певица (сопрано). Британская подданная с 1953, кавалер Ордена Британской империи с 1992. Прославилась своими интерпретациями опер Моцарта и Рихарда Штрауса, а также немецкой камерной лирики.

## Биография и творчество
Элизабет Шварцкопф родилась в 1915 году городе Яроцин (близ Познани), в семье учителя мужской гимназии, преподавателя латыни и древнегреческого языка. С детства занималась музыкой и пением, выступая в гимназических постановках. В 1934 поступила в Высшую музыкальную школу в Берлине. Брала уроки пения у венгерской певицы М. Ифогюн. Дебютировала 15 апреля 1938 в Берлине в роли одной из цветочных дев в «Парсифале» Вагнера. Успех пришёл к певице благодаря партии Цербинетты в «Ариадне на Наксосе» Р. Штрауса.
Член НСДАП, Шварцкопф принимала участие в различных мероприятиях, организованных нацистской партией[каких?], а во время Второй мировой войны пела перед войсками. Это стало известно в 1982 году, когда была опубликована диссертация австрийского историка Оливера Раткольба. До этого момента Шварцкопф отрицала своё членство в нацистской партии, но после обнародования работы Раткольба была вынуждена признать этот факт. В своём письме в газету New York Times в 1983 году она объясняла вступление в партию тем, что это было необходимо для продолжения карьеры.
В 1942 Карл Бём пригласил Шварцкопф в Венскую государственную оперу. Здесь она перешла от колоратурных партий к более «тяжёлым» партиям для лирического сопрано. После Второй мировой войны к ней пришла мировая известность. В 1947 она приняла участие в гастролях Венской оперы в Лондоне, а также впервые выступила на Зальцбургском фестивале, где впоследствии стала постоянной гостьей. В 1951—71 жила в Лондоне, пела в крупнейших оперных театрах Европы и США. В 1951 певица приняла участие в первом послевоенном Байройтском фестивале в качестве солистки в Девятой симфонии Бетховена и исполнительницы партии Евы в «Нюрнбергских мейстерзингерах». 11 сентября 1951 в Венеции Шварцкопф по настоянию и при поддержке автора участвовала в премьере оперы Стравинского «Похождения повесы». В 1952 она исполнила на сцене Ла Скала партию Маршальши в «Кавалере розы» Штрауса, эта партия стала одним из её высочайших достижений. Другие выдающиеся роли певицы — Донна Эльвира в «Дон Жуане», Графиня в «Свадьбе Фигаро», Фьордилиджи в «Так поступают все», Графиня Мадлен в «Каприччио», Алиса Форд в «Фальстафе». В 1964 Шварцкопф впервые выступила в Метрополитен-Опера.
В 1953 году Шварцкопф вышла замуж за продюсера крупной британской звукозаписывающей компании «EMI» Уолтера Легга.
С середины 1950-х годов начинает расти слава Элизабет Шварцкопф как камерной исполнительницы. Её репертуар включал в себя произведения Баха, Глюка, Моцарта, Бетховена, Шуберта, Шумана, Брамса, Малера, Вольфа, Р. Штрауса, Грига, Бриттена и многих других композиторов. Нельзя переоценить вклад певицы в популяризацию песенного наследия Хуго Вольфа.
Шварцкопф также записала несколько оперетт И. Штрауса и Ф. Легара.
С оперной сценой певица распрощалась 31 декабря 1971 года, последний концерт дала 17 марта 1979 года и закончила свою карьеру после смерти мужа 22 марта того же года. С 80-х годов Шварцкопф давала мастер-классы.
Певица имела много наград, была почётным доктором нескольких университетов.
Элизабет Шварцкопф скончалась 3 августа 2006 года от рака молочной железы в возрасте 90 лет.
Введена в Зал славы журнала Gramophone.